# Свети Спиридон (Олища)
„Свети Спиридон“ (на гръцки: Αγίου Σπυρίδωνος) е българска възрожденска православна църква в костурското село Олища (Мелисотопос), Егейска Македония, Гърция.
Църквата има интересни икони, дело на местни майстори.
- Свети Козма, Пантелеймон и Дамян
- Свети Спиридон
- Светци